# Reynaldo Parks
Reynaldo Parks Pérez (Limón, 4 dicembre 1974) è un ex calciatore costaricano, di ruolo difensore.

## Carriera

### Club
Debutta in Costa Rica con la Limonense nella stagione 1991-1992. Nella stagione 1993-1994 giocò con l'Herediano e per la stagione 1996-1997 fu venduto al Comunicaciones in Guatemala. Nel 1997 passò in Messico ai Tecos, e nel 2001 firma per La Piedad. Quindi ritorna in Costa Rica e passa dal Saprissa, con cui ha guadagnato un terzo posto finale alla Coppa del Mondo per Club FIFA del 2005 in Giappone, all'Universidad de Costa Rica. Nel 2008 passa al San Carlos.

### Nazionale
Parks è stato anche un membro della squadra Nazionale della Costa Rica con la quale ha collezionato 48 presenze e ha disputato la Coppa America del 2001 in Colombia, inoltre ha partecipato a diverse gare di qualificazione per il Mondiale di Corea-Giappone 2002.